# Ayenia aliculata
Ayenia aliculata är en malvaväxtart som beskrevs av Cristobal. Ayenia aliculata ingår i släktet Ayenia och familjen malvaväxter. Inga underarter finns listade i Catalogue of Life.